# Amphiblemma monticola
Espèce
Statut de conservation UICN

 VU B1ab(iii)+2ab(iii) : Vulnérable
Amphiblemma monticola est une espèce de plantes à fleurs de la famille des Melastomataceae, endémique du Cameroun.

## Géographie
Endémique du Cameroun, la plante se rencontre dans les monts Bakossi dans le Sud-Ouest du pays.

## Biologie
Amphiblemma monticola est une plante rampante qui pousse sur des parois rocheuses ou près de rapides à l'ombre de la forêt.

## Population
Cette espèce est classée comme vulnérable depuis 2006 à cause de la destruction de son habitat due à l'expansion de l'agriculture.

## Classification
Amphiblemma monticola appartient à la famille des Melastomataceae et au genre des Amphiblemma.